# Space Channel 5
Space Channel 5 (スペース チャンネル５) é um jogo eletrônico de música de 1999 desenvolvido pela United Game Artists, dirigido por Tetsuya Mizuguchi e distribuído pela Sega. O objetivo deste jogo é copiar passos de dança realizados pelo jogo. Neste jogo devemos controlar Ulala, a protagonista do jogo. A obra também teve uma sequência: Space Cannel 5: Parte 2 (スペースチャンネル5：その2), só que este jogo foi lançado somente para Dreamcast, apenas no Japão e Playstation 2, somente na Europa e Japão. Na América muitos fãs fizeram petição para que o jogo também fosse lançado em território americano e a SEGA cedeu a pressão em 2003. Também foi lançada uma edição especial em HD para XBOX Live Arcade e Playstation Network em 2011, como também faz parte da coletânea Dreamcast Collection, nos consoles X-Box 360 e PC.

## Jogabilidade
O jogo gira em torno da personagem Ulala, que faz uma competição de dança com seus adversários, repetindo os passos de dança deles e fazendo-os pagar mico. Os primeiros níveis são os mais fáceis, mas a medida que se avança no jogo, a dificuldade aumenta e obstáculos começam a aparecer como tiros e, quando se erra algum passo, a classificação de pontos acabam sendo menores. No jogo a personagem deverá ganhar muitos corações e estrelas que servem como pontuação, se o jogador perder todos os pontos, ele deverá reiniciar o jogo, desde o começo do nível em que estava.

## Personagens
- Ulala (うらら, Urara):Dublada por ele mesma (em japonês) e Apollo Smile(em inglês)

Uma repórter e dançarina muito conhecida que trabalha no Canal Espacial 5 (em português), muito popular por suas reportagens sobre músicas e outros assuntos do cotidiano, é muito boa, alegre e acima de tudo, gosta de dançar. Seu estilo ousado e carismático influenciaram muitas meninas do Japão e de outros lugares do mundo. Sua roupa quase sempre é constituída por botas de cano longo, mini saia e mini blusa apertada com um N° 5 estampado ( logotipo do Space Channel 5 ). É considerada um ícone teen entre as adolescentes japonesas e seu estilo é muito imitado por elas.
- Fuse (ヒューズ, Hyūzu):Dublado por: Takashi Thomas Yuda (japonês), David Nowlin (Parte 1), Xisto Kerry (Parte 2) (Inglês)

Um amigo de Ulala e um bom companheiro que a ajuda lhe dando instruções de como salvar os reféns dos inimigos, dando missões em forma de movimentos. Sua aparência pode ser considerada um mistério pois seu rosto nunca foi visto.
- Pudding (プリン, Purin): Dublada por : Kae Iida (japonês), Sumalee Montano (Parte 1), Murray Larissa (Parte 2) (Inglês)

Uma ex-ídolo Teen que se tornou repórter do canal 42. Ela é uma rival de Ulala e não gosta nem um pouco dela, porque no passado Ulala acabou se tornando mais famosa, o que lhe causou inveja, então agora quer se vingar de Ulala por ter roubado seu sucesso e popularidade. Ela sempre desafia Ulala, mas sempre acaba vencida.
- Jaguar (ジャガー, Jagā): Dublado por: Show Hayami (japonês), Jeff Kramer (Parte 1), Tom Clarke Hill (Parte 2) (Inglês)

Um repórter de um canal pirata e sem permissão de funcionamento, quer dar aos telespectadores a verdade. Ele era um ex-membro do canal Space Channel 5, e também salvou a vida de Ulala 10 anos atrás em um acidente, mas acabou sendo corrompido por um membro de outra estação de TV e simplesmente sumiu do Space Channel 5 após fazer uma investigação misteriosa.
- Michael Jackson(マイケルジャクソン,Maikeru jakuson) Dublado por: ele mesmo na versão inglesa e japonesa

O famoso Rei do Pop Michael Jackson aparece no jogo interpretando ele mesmo. Apesar de aparecer no primeiro jogo, sua participação é mais profunda na segunda parte do jogo depois de ser resgatado por Ulala após ser sequestrado, então ele passa a se dedicar às questões que envolvem sua carreira. Michael tem habilidades de canto e dança e ensina a Ulala suas melhores técnicas de dança.
- Noize (ノイズくん, Noizu-kun) Dublado por: Ken Okazaki (Japão), Marriot Alan (Inglês)

Companheiro de profissão de Ulala, ele construiu a nave que Ulala usa para voar pelo ar e resgatar os humanos dos inimigos. Em Space Channel 5: Part 2 , ele ajuda a Ulala com um tambor na batalha contra Pine. Ele arrisca a própria vida e a salva do ataque dos ladrões de dança,e depois guia Ulala até a fortaleza Saticy, sede dos inimigos.
- Pine (パイン,  Pain) Dublado por: Yoshiko Sakakibara (japonês), Barry Toni (Inglês)

Chefe da Sexy Space Police. Na Parte 2, quando dezenas de repórteres estão indo fazer reportagens, Pine estabelece a lei para limpar a área, abrindo fogo sobre Ulala que se recusa a sair. Ela e Noize desafiam Pine para uma competição de dança com tambores, vencendo e humilhando-a.
- Morolians (モロ星人, Seijin Moro)

Alienígenas que invadem a Terra e obrigam todos os humanos a dançarem para eles como forma de entretenimento e diversão no primeiro jogo, sequestram o ídolo POP Michael Jackson e o obrigam a ser seu dançarino oficial de entretenimento, mas Ulala enfrenta os alienígenas e salva Michael.
- President Peace (ピース, Pīsu) Dublado por: Tōru Ōhira (japonês) Bob Sherman (Inglês)

O presidente de toda a galáxia que quer ver seu governo em Paz, mas quando descobre que a Terra é invadida pelos Morolians, ele resolver deixar o palácio da presidência para ajudar os humanos na luta contra os invasores.
- Chief Blank (ブランク, Buranku) Dublado por: Kenji Utsumi (japonês) Gary Martinez, (Inglês)

O Chefe do Space Channel 5. Ele se tornou mau ao sofrer lavagem cerebral pelos morolians, para que o canal ficasse sob o controle deles. Ele cria um clone robô de Ulala chamado Evila para ajudá-lo, já que a mesma havia descoberto o plano dos alienígenas sobre ele.
- Evila (イビラ, Ibira)

O robô clone de Ulala que aparece na primeira parte, feito pelo chefe do Space Channel 5. A única diferença é que sua roupa é preta e verde. Ela se tornou uma pedra no sapato de Ulala, fazendo de tudo para atrapalha-la, mas acaba sendo derrotada. Após sua derrota Ulala reprograma Evila e a faz ser sua assistente pessoal, ajudando Ulala a derrotar Purge, o vilão do segundo jogo.
- Purge (パージ, Pāji) Dublado por: Akira Ishida (japonês), Erik Myers (Inglês)

O principal antagonista da Parte 2, Purge é um dançarino astuto e líder dos Rhythm Rogues, um grupo de artistas corruptos que o seguem. Usando seu capanga Shadow e seu exército de robôs, Purge sequestra o presidente Peace e rouba os satélites de várias emissoras de televisão, a fim de completar sua Ballistic Groove Gun e tomar a dança da galáxia somente para ele.

## História

### Parte 1
No ano 2499, uma perversa raça alienígena, Morolian, invade a Terra e obriga todos os habitantes do planeta a dançar, para servirem como uma diversão. Ulala, repórter do Space Channel 5, vai fazer sua reportagem e trazer noticias do acontecido, porém ela resolver lutar contra os aliens e ajudar a salvar o planeta. Além disso, ela luta contra repórteres rivais como Pudding e Jaguar. Os aliens, não conseguido exito sobre Ulala, resolvem fazer lavagem cerebral em seu chefe, Blank,  e torna-lo seu aliado contra Ulala. O chefe do Space Channel 5 manda uma replica de Ulala chamada Evila para lutar contra ela. A repórter vence o robô e Blank resolve ir com tudo para cima de Ulala, mas com a ajuda de Jaguar, que a salvou quando era jovem, Michael Jackson e de todos os seus outros amigos, a repórter consegue acumular uma energia tão grande a ponto de mandar Blank para outra dimensão, salvando o planeta.

### Parte 2
Após os eventos do primeiro jogo, Ulala e seus amigos vivem em paz e trabalhando normalmente. Mas os heróis se deparam com um novo inimigo, Purge, lidera os misteriosos Rhythm Rogues. Guiados pelo seu misterioso ajudante Shadow, os Rhythm Rogues sequestram milhares de pessoas inocentes, incluindo o Presidente Peace, e como os Morolians, forçou todos a dançar para ele. Purge exige um resgate pelo presidente, Ulala resolve ser voluntária e se une a seus amigos novamente, mas descobre que o suposto resgate é uma farsa, pois o objetivo de Purge é sequestrar todos os satélites de todos os canais de TV e controlá-los a seu modo, e claro, construir a Ballistic Groove Gun, um único canal de televisão em toda a galáxia liderado por ele. O clímax do jogo acontece na fortaleza de Purge, quando Ulala e seus amigos enfrentam Purge. O vilão utiliza um poder combinado de vários ritmos de música para derrotar os heróis, mas todos se unem novamente com o poder da dança e, com muito esforço, derrotam Purge e salvam o presidente Peace, salvando o mundo e a galáxia.

## Aparições em outros jogos daSEGA
- Sonic Riders (PS2, Gamecube, PC) - Ulala como personagem jogável.
- Sega Superstars (PS2) - Há um Minigame baseado em Space Channel 5.
- Sega Superstars Tennis (PS2, PS3, Wii, DS, Xbox 360) - Ulala e Pudding como personagens jogáveis
- Feel the Magic: XY / XX (DS) - Minigame baseado em Space Channel 5.
- Sega Splash Golf (PC) - Ulala como caddy game
- Praia Spikers (GameCube) - Ulala como personagem jogável
- Samba de Amigo (Wii) - Ulala faz aparição, no mexico[2]
- Sonic & Sega All-Stars Racing (DS, Wii, PC, PS3, 360) - Ulala como um personagem jogável.  Ela monta uma cápsula espacial e seu movimento All-Star é uma dança hipnótica, que faz todos os outros corredores dançar e assim passa por eles rapidamente.

## Batalhas com a Justiça
- A cantora Lady Miss Kier, ex-membro da banda Deee-Lite, moveu ação judicial contra a SEGA, por terem criado a personagem Ulala baseada nela e usa-la sem sua autorização, essa ação foi baseado em ter copiado o seu look de botas de cano alto, a saia curta e o seu cabelo rosa com duas chucas, como Design da personagem Ulala.[3]
- Kierin Kirby (nome real de Lady Miss Kier ), disse que a SEGA ofereceu a ela 16,000 dólares para pedir permissão para usar sua imagem e suas músicas para o jogo, mas ela não aceitou, por considerar a oferta baixa demais, Mesmo sem sua permissão, a SEGA fez o jogo. Ela então partiu para ação judicial, mas acabou perdendo a causa e foi obrigada a pagar uma indenização a SEGA.[4]